# Valerio duikt onder
Valerio duikt onder is een voormalig Nederlands televisieprogramma op TMF, dat werd gepresenteerd door Valerio Zeno.
Het programma werd uitgezonden in de periode 2007-2008. Elke aflevering duurde ongeveer 25 minuten.

## Opzet
Zeno dook in elke aflevering onder in een aantal subculturen. Hij deed zijn best om binnen een dag getransformeerd te zijn tot iemand die binnen die subcultuur thuishoort.
Subculturen die de revue passeerden, zijn onder andere dragqueens, hare krisjna's en boeren.

## Afleveringen
1. Valerio duikt onder bij dragqueens (travestiet)
2. Onderduiken bij illegale straatraces
3. Valerio gaat in de leer bij Hare Krisjna
4. Windmills & headspins, Valerio duikt onder bij B-Boys
5. Larpen: Riddertje spelen voor volwassenen
6. Valerio duikt onder in het circus
7. Valerio in een piepklein broekje als bodybuilder
8. Valerio duikt onder als welpje... hij gaat mee met de Scouting!
9. Onderduiken als supermodel
10. Valerio duikt onder als line-dancer
11. Zoenen & Zuipen... Valerio gaat mee op kamp met hockeychicks
12. Valerio proeft van het boerenleven
13. Valerio spuit alles onder als graffiti-artiest
14. Brallen en zuipen: Valerio wordt weer student!
15. Een jongensdroom komt uit, Valerio wordt straaljagerpiloot!
16. Botsauto's en gokautomaten, Valerio is deze week een kermisklant
17. Valerio duikt onder in de wereld van de christenen tijdens de EO-Jongerendag
18. Beachboy Valerio reist af naar Frankrijk om te leren surfen van een groepje surfchicks
19. Donkere make-up en zwarte magie, hoe is het om een gothic te zijn?
20. Bekeert Valerio zich tot de islam als hij op zijn knietjes in de moskee zit?
21. Hakkkkuuhhh!! Valerio trekt z'n Aussie aan en gaat helemaal los op een hardcore feest
22. Presenteren, dat kan Valerio wel... maar kan hij ook zingen? Valerio duikt onder bij volkszanger Kevin Smit
23. Valerio gaat fursuiten (als 2e deel "The best of Valerio duikt onder")